# Aixtarot (ciutat)
Aixtarot (Aštartu) va ser una ciutat de Canaan, a la costa oriental del llac de Tiberíades. Al segle xiv aC apareix governada per Ayyab. És esmentada per dues cartes d'Amarna (EA 197 i EA 256).
El Deuteronomi parla de la ciutat. Diu: «Després de derrotar Sehon, el rei amorreu, que residia a Hesbon, i de vèncer, prop d'Edrei, Og, rei de Basan, que residia a Aixtarot, Moisès començà a explicar la Llei a l'est del Jordà».